# IWAミッドサウス女子王座
IWAミッドサウス女子王座（アイダブリューエーみっどさうすじょしおうざ | IWA Mid-South Women's Championship ― アイダブリューエー・ミッド・サウス・ウィメンズ・チャンピオンシップ）は、2005年1月15日に創設され、2008年8月12日に廃止された、IWAミッドサウスの認定による女子プロレスラーの王座である。

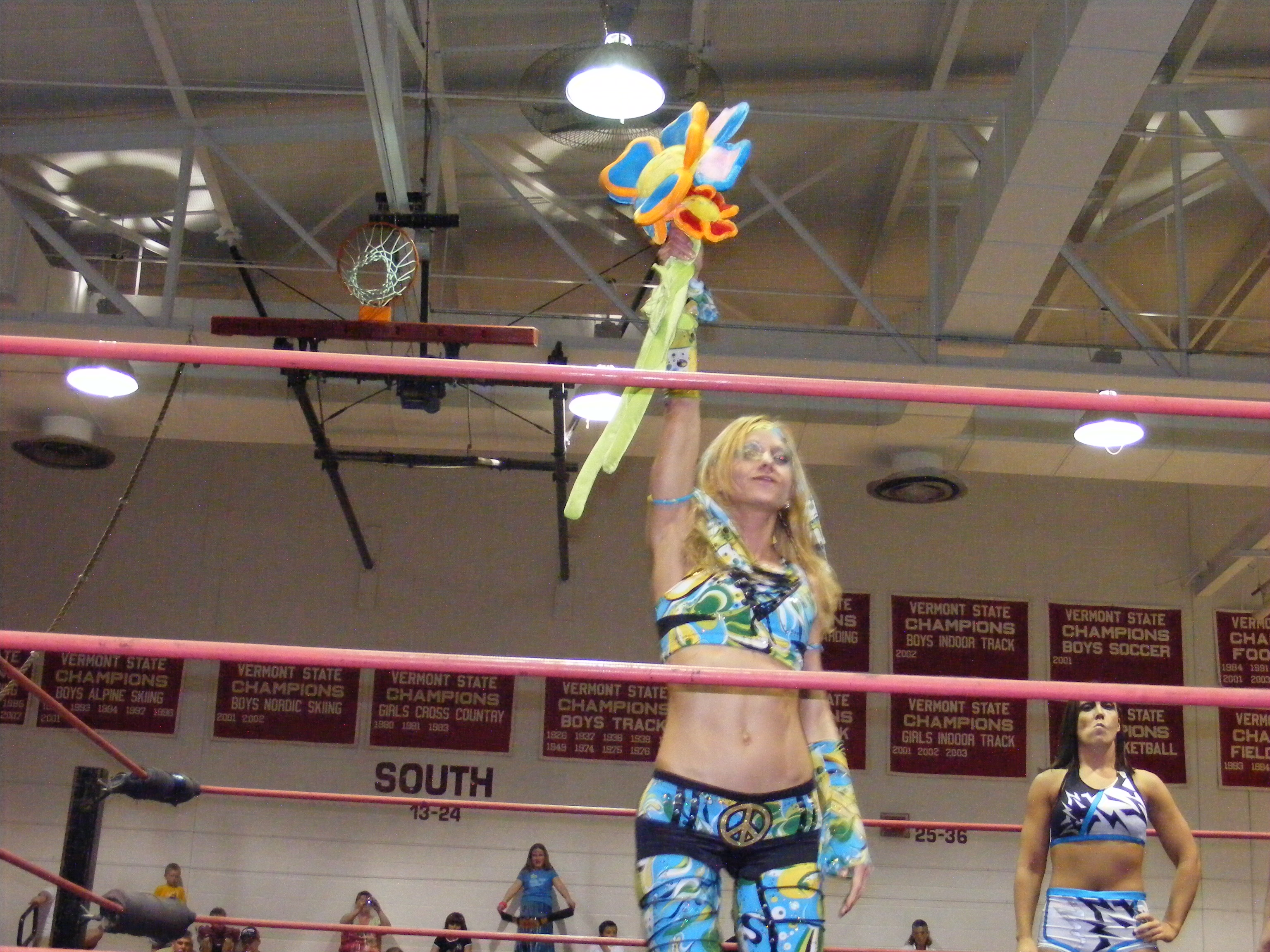
その最終保持者となるに至ったデイジー・ヘイズ

## 来歴

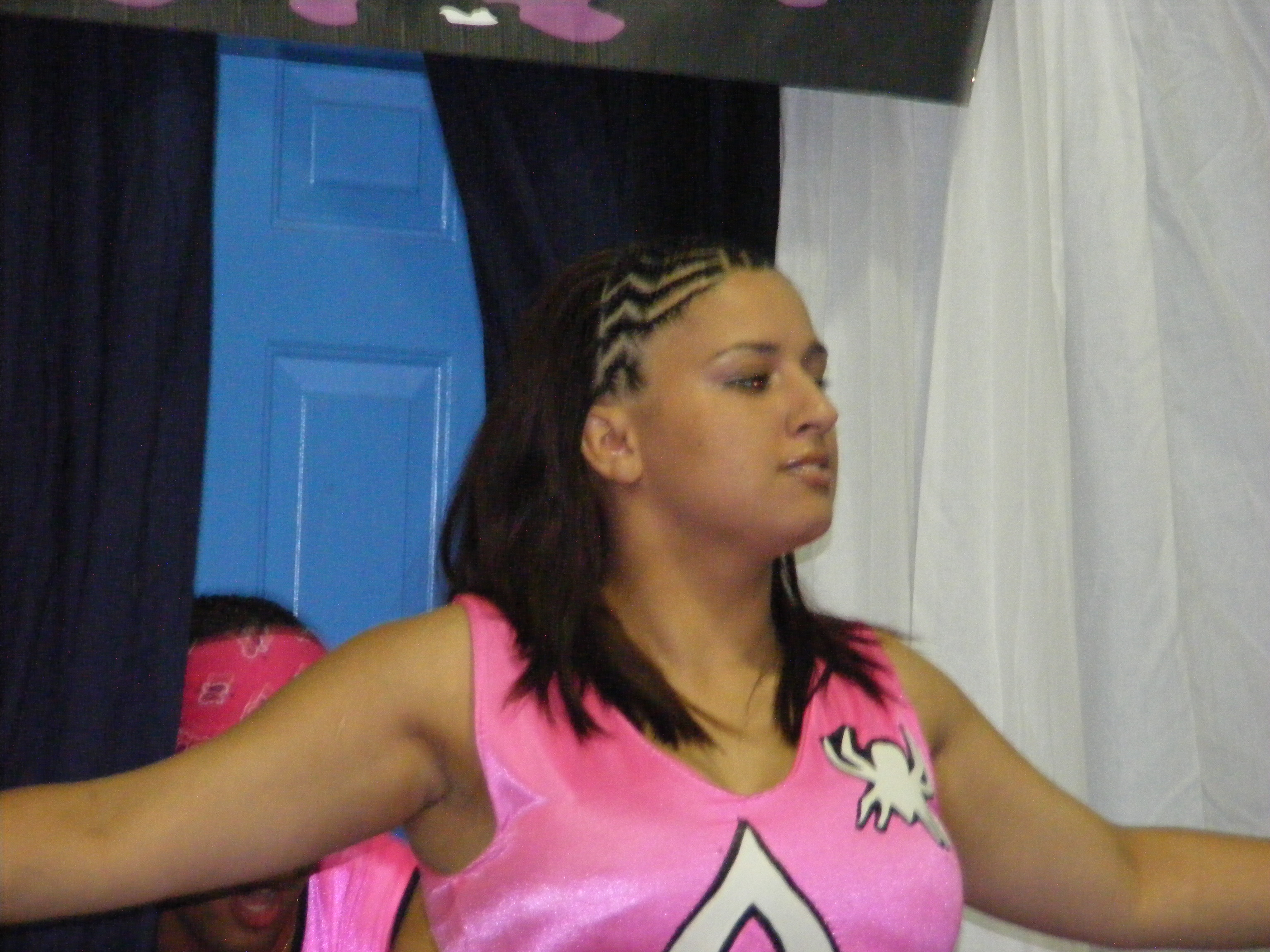
その初代獲得者―アリエルことアナ・ロシャ

2005年の1月15日―米国マサチューセッツ州―ニューイングランド・チャンピオンシップ・レスリングというインディ団体のマットを舞台に、NWAミッドウェストの女子王者でもあったマーセデス・マルティネスと一戦を交え、これを下したアリエルがその初代の獲得者へ。
それからデイジー・ヘイズ〜ミスシェフ〜ミッキー・ナックルズ〜ヘイリー・ヘイトレッド〜ミッキー・ナックルズと女子プロレスラーらの手を渡り歩いたものの、保持者変動無き2006年を越えて、男子プロレスラーたるチャック・テイラーが第4代目保持者のミッキー・ナックルズを破ったことで、2007年に史上唯一の男性獲得者の誕生に至る。
やがて年内にこれを取り返したミッキー・ナックルズから、デイジー・ヘイズがこれを奪取し2度目の獲得者へ。それからおおよそ3ヵ月後にあたる2008年8月12日をもって消滅の時を迎えた。

## 獲得史
| 獲得者                 | 獲得回数 | 獲得日         | 獲得地                             |
| ---------------------- | -------- | -------------- | ---------------------------------- |
| アリエル               | 1        | 2005年1月15日  | マサチューセッツ州フレイミングハム |
| デイジー・ヘイズ       | 1        | 2005年2月12日  | インディアナ州ハイランド           |
| ミスシェフ             | 1        | 2005年5月7日   | イリノイ州ストリームウッド         |
| ミッキー・ナックルズ   | 1        | 2005年6月11日  | ペンシルベニア州フィラデルフィア   |
| ヘイリー・ヘイトレッド | 1        | 2005年11月18日 | インディアナ州                     |
| ミッキー・ナックルズ   | 2        | 2006年2月8日   | バージニア州                       |
| チャック・テイラー     | 1        | 2007年7月18日  | イリノイ州ジョリエット             |
| ミッキー・ナックルズ   | 3        | 2007年8月4日   | インディアナ州プレインフィールド   |
| デイジー・ヘイズ       | 2        | 2008年5月2日   | イリノイ州ジョリエット             |